# Verwaltungsgemeinschaft Neuburg an der Donau
Die Verwaltungsgemeinschaft Neuburg an der Donau (amtlich: Neuburg a.d.Donau) liegt im oberbayerischen Landkreis Neuburg-Schrobenhausen und wird von folgenden Gemeinden gebildet:
1. Bergheim, 1976 Einwohner, 28,92 km²
2. Rohrenfels, 1606 Einwohner, 17,53 km²

Sitz, jedoch nicht Mitglied der Verwaltungsgemeinschaft ist Neuburg an der Donau.

## Geschichte
Die Verwaltungsgemeinschaft wurde am 1. Mai 1978 mit den Mitgliedsgemeinden Bergheim, Oberhausen, Rohrenfels und Weichering gebildet. Seit 1. Januar 1980 besteht sie nur noch aus den Gemeinden Bergheim und Rohrenfels.